# Bujanka kruczowłosa
Bujanka kruczowłosa (Bombylius ambustus) – gatunek muchówki z rodziny bujankowatych i podrodziny Bombyliinae. Zamieszkuje krainę palearktyczną od Półwyspu Iberyjskiego po Syberię i Chiny.

## Taksonomia
Gatunek ten opisany został po raz pierwszy w 1818 roku przez Petera Simona Pallasa i Christiana Rudolpha Wilhelma Wiedemanna w publikacji autorstwa tego drugiego. Lokalizacja typowa, jak ustalił Adrian Charles Pont, znajduje się w Kazachstanie.

## Morfologia
Muchówka ta osiąga od 8 do 12 mm długości ciała o zwartej budowie. W całości porośnięta jest puszystym i długim owłosieniem. Głowa jest dość mała, znacznie węższa od tułowia, w widoku bocznym mniej więcej trójkątna. Wyposażona jest w długi, smukły, sterczący ku przodowi ryjek i dość krótkie głaszczki. Oczy złożone u samic są szeroko rozstawione, u samców zaś stykają się lub są silnie zbliżone do siebie. Czułki są wąsko rozstawione i mniej więcej tak długie jak głowa, ich ostatni człon jest nieco dłuższy niż poprzednie. Owłosienie głowy u samicy jest w całości śnieżnobiałe, u samca zaś czarne z dodatkiem nielicznych włosków białych. Tułów jest krótki i szeroki, u samicy w całości owłosiony bladożółto, u samca natomiast przód śródplecza owłosiony jest jaskrawożółto, okolice tarczki białawo, zaś boki tułowia czarno z domieszką włosków jaśniejszych. Skrzydła są przejrzyste z przyciemnionymi nasadami, zaś przezmianki mają kolor czarnobrunatny. Stosunkowo smukłe odnóża ubarwione są całkiem czarno. Odwłok jest krótki i szeroki, szerszy od tułowia. U samca owłosiony jest czarno z białymi włoskami tylko przy tylnym brzegu pierwszego tergitu. U samicy spód nasady odwłoka oraz plamy na tergitach od drugiego do szóstego owłosione są biało.

## Ekologia i występowanie
Owad ciepłolubny. Osobniki dorosłe aktywne są od czerwca do sierpnia. Odwiedzają kwiaty celem żerowania na nektarze. Latają nisko, lotem zygzakowatym. Chętnie przysiadają na nasłonecznionej powierzchni gleby. Larwy są parazytoidami pszczół.
Gatunek palearktyczny. W Europie znany jest z Hiszpanii, Francji, Niemiec, Szwajcarii, Austrii, Włoch, Estonii, Łotwy, Litwy, Polski, Czech, Słowacji, Węgier, Białorusi, Ukrainy, Mołdawii, Rumunii, Bułgarii, Chorwacji, Albanii, Grecji oraz europejskiej części Rosji. Z Azji podawany jest z Syberii, Turcji, Gruzji, Armenii, Azerbejdżanu, Kazachstanu, Uzbekistanu, Turkmenistanu, Tadżykistanu, Kirgistanu, Mongolii oraz Chin.